# Нифантьев, Николай Эдуардович
Николай Эдуардович Нифа́нтьев (род. 1958) — химик, член-корреспондент РАН (2011), специалист в области биоорганической и медицинской химии, лауреат премии имени М. М. Шемякина (2013).
Сын российского химика, доктора химических наук, члена-корреспондента РАН Э. Е. Нифантьева.

## Биография
Родился 12 октября 1958 года в Красноярске.
В 1980 году — окончил химический факультет МГУ, после чего в том же году поступил в очную аспирантуру ИОХАН имени Н. Д. Зелинского АН СССР, в котором работает до настоящего времени.
В 1984 году — защитил кандидатскую, а в 1995 году — докторскую диссертацию.
Заведующий лабораторией химии гликоконъюгатов Института органической химии имени Н. Д. Зелинского РАН. Лаборатория (до 2004 года — группа) создана в 1995 году её нынешним руководителем. Под его руководством разрабатывается несколько перспективных препаратов на основе углеводных лигандов, в том числе вакцины против рака и инфекционных заболеваний.
В 2011 году — избран членом-корреспондентом РАН по Отделению химии и наук о материалах.

## Научная и общественная деятельность
Область научных интересов: синтез, структурный и конформационный анализ олиго- и полисахаридов и гликоконъюгатов, гликотехнология, гликобиология.
Основные исследования посвящены синтезу, структурному и конформационному анализу олиго- и полисахаридов, изучению механизмов реакций гликозилирования, медицинской химии и рациональному дизайну лекарственных соединений, включая конъюгированные вакцины и низкомолекулярные блокаторы рецепторов.
Автор более 100 статей в ведущих отечественных и международных журналах, имеет 4 патента РФ.
Под его руководством защищено 4 кандидатские диссертации.
Член редколлегий журналов «Биоорганическая химия», «Известия Академии наук, серия химическая» и «Journal of Carbohydrate Chemistry» (США).
Является куратором проекта «Конъюгированные углеводные вакцины» в рамках программы «Технологическая платформа — Медицина будущего»

## Награды и премии
- медаль ордена «За заслуги перед Отечеством» II степени (5 февраля 2024 года) — за большой вклад в развитие отечественной науки, многолетнюю плодотворную деятельность и в связи с 300-летием со дня основания Российской академии наук[2].
- премия Ленинского комсомола (1988) — за цикл работ «Химический синтез регулярных природных полисахаридов — растительных гликанов и бактериальных гексозаминогликанов»
- премия имени М. М. Шемякина (совместно с А. С. Шашковым, Ю. Е. Цветковым, за 2013 год) — за цикл работ «Стереонаправленный синтез углеводных цепей гликолипидов и гликопротеинов, а также их конъюгатов для гликобиологических исследований»